# موراوسکوسلزسکی کوتشوو
موراوسکوسلزسکی کوتشوو (به چکی: Moravskoslezský Kočov) یک منطقهٔ مسکونی در جمهوری چک است که در شهرستان برونتال واقع شده‌است.